# Oftersheim
Oftersheim – miejscowość i gmina w Niemczech, w kraju związkowym Badenia-Wirtembergia, w rejencji Karlsruhe, w regionie Rhein-Neckar, w powiecie Rhein-Neckar-Kreis. Leży ok. 10 km na południowy zachód od Heidelbergu, przy drogach krajowych B36 i B291.

## Współpraca
Miejscowość partnerska:
- Weinböhla, Saksonia